# Bobby Peel
Robert Peel (bekannt als Bobby Peel; * 12. Februar 1857 in Churwell, Vereinigtes Königreich; † 12. August 1941 in Morley, Vereinigtes Königreich) war ein englischer Cricketspieler, der zwischen 1884 und 1896 für die englischen Nationalmannschaft spielte.

## Aktive Karriere
Peel gab sein First-Class-Debüt für Yorkshire in der Saison 1882. Sein Debüt in der Nationalmannschaft gab er bei der Ashes Tour 1884/85, wobei er in Australien im ersten Test insgesamt acht Wickets (3/68 und 5/51) erreichte. Im zweiten Test erzielte er in beiden Innings jeweils drei Wickets (3/78 und 3/45). Im abschließenden fünften Test folgten dann noch ein Mal 3 Wickets für 28 Runs. Als er in der Saison 1887/88 wieder nach Australien reiste, konnte er an der Seite von George Lohmann im einzigen Test der Tour neun Wickets (5/18 und 4/40) erreichen und so den Sieg sicherstellen. Seine erste Test-Serie in England bestritt er im Sommer 1888. Im ersten Test gelangen ihm in beiden Innings vier Wickets (4/36 und 4/14). Nachdem er im zweiten Test 4 Wickets für 49 Runs erzielt hatte, folgten dann im dritten Test sein einziges internationales Ten-for mit insgesamt elf Wickets (7/31 und 4/37), womit der den Innings-Sieg sicherstellte. Zwei Jahre später spielte er nur in einem Test und erreichte dort insgesamt sechs Wickets (3/28 und 3/59).
In der Saison 1891/92 spielte er wieder in allen Tests, konnte jedoch nur im ersten 3 Wickets für 54 Runs erreichen. Im letzten Test konnte er jedoch erstmals als Batter herausstechen, als ihm ein Fifty über 83 Runs gelang. Zurück in England blieb er im Sommer 1893 bei nur einem gespielten Test Wicketlos. Seine letzte Reise nach Australien in der Saison 1894/95 erreichte er im ersten Test 6 Wickets für 67 Runs, womit er nach einem Follow-on die australische Mannschaft im zweiten Innings 10 Runs vor Ende davon abhielt die Vorgabe einzuholen. Im zweiten Test erzielte er neben vier Wickets (4/77) ein Fifty über 53 Runs. Die vier Wickets (4/96) im dritten und drei Wickets (3/74) im vierten Spiel waren nicht ausreichend um jeweils Niederlagen zu vermeiden. Im letzten Test konnte er mit einem Fifty über 73 Runs und insgeaamt sieben Wickets (4/114 und 3/89) dazu beitragen die Serie für England zu entscheiden. Seinen letzten Test bestritt er bei der Ashes Tour 1896 und erzielte dabei 5 Wickets für 23 Runs. In der Saison 1897 wurde er vom Kapitän von Yorkshire Lord Hawke aus dem Spiel genommen, nachdem er zu viel getrunken hatte. Gerüchte er habe auf den Pitch uriniert waren wahrscheinlich übertrieben. Dennoch war dies sein Karriereende.

## Nach der aktiven Karriere
Nach seiner Karriere arbeitete er in einer Wollmühle in Morley und trainierte lokale Cricketspieler.